# (38695) 2000 QQ50
2000 QQ50 (asteroide 38695) é um asteroide da cintura principal. Possui uma excentricidade de 0.18265330 e uma inclinação de 3.04214º.
Este asteroide foi descoberto no dia 24 de agosto de 2000 por LINEAR em Socorro.